# Miss Mondo 1980
Miss Mondo 1980, la trentesima edizione di Miss Mondo, si è tenuta il 13 novembre 1980, presso il Royal Albert Hall di Londra. Il concorso è stato presentato da Peter Marshall, Judith Chalmers e Anthony Newley. Gabriella Brum, rappresentante della Germania è stata incoronata Miss Mondo 1980. Tuttavia la Brum rinunciò al titolo diciotto ore dopo l'elezione, e venne proclamata Miss Mondo al suo posto, la seconda classificata Kimberley Santos, rappresentante del Guam.

## Risultati

### Piazzamenti
| Risultato       | Concorrente |
| --------------- | --- |
| Miss Mondo 1980 | - Germania - Gabriella Brum |
| 2ª classificata | - Guam - Kimberley Santos |
| 3ª classificata | - Francia - Patricia Barzyk |
| 4ª classificata | - Israele - Anat Zimmermann |
| 5ª classificata | - Regno Unito - Kim Ashfield |
| Top 7           | - Austria - Sonya-Maria Schlepp - Nuova Zelanda - Vicky Lee Hemi |
| Top 15          | - Bermuda - Zina Marie Minks - Giamaica - Michelle Harris - India - Elizabeth Reddi - Porto Rico - Michelle Torres - Stati Uniti - Brooke Alexander - Svezia - Kerstin Jenemark - Venezuela - Hilda Abrahamz - Zimbabwe - Shirley Nyanyiwa |

### Riconoscimenti speciali
| Risultato        | Concorrente                  |
| ---------------- | ---------------------------- |
| Miss Personality | - Canada - Annette Labrecque |
| Miss Photogenic  | - Irlanda - Michelle Rocca   |

## Concorrenti
- Argentina - Elsa Cecilia Galotti
- Aruba - Ethline Ambrosia Dekker
- Australia - Linda Leigh Shepherd
- Austria - Sonya-Maria Schlepp
- Bahamas - Bernadette Louise Cash
- Belgio - Brigitte Biche Billen
- Bermuda - Zina Marie Minks
- Bolivia - Sonia Giovanna Malpartida
- Brasile - Loiane Rogéria Aiache
- Canada - Annette Labrecque
- Cipro - Parthenopi "Mara" Vassiliadou
- Colombia - Maria Cristina Valencia Cardona
- Corea del Sud - Chang Hye-ji (nome vero: Chang Sun-ja)
- Costa Rica - Marie Claire Tracy Coll
- Curaçao - Soraida Celestina De Windt
- Danimarca - Jane Bill
- Ecuador - Gabriela Maria Catelina Rios Roca
- Filippine - Maria Milagros "Mila" Guidote Nabor
- Finlandia - Ritva Helena Tamio
- Francia - Patricia Barzyk
- Germania - Gabriella Brum
- Giamaica - Michelle Ann Harris
- Giappone - Kanako Ito
- Gibilterra - Yvette Domínguez
- Grecia - Vera Zaharopoulou
- Guam - Kimberly Santos
- Guatemala - Lizabeth "Ligia" Iveth Martínez Noack
- Honduras - Rosario Etelvina "Ethel" Raudales Velásquez
- Hong Kong - Julia Chan Fung-Chi
- India - Elizabeth Anita Reddi
- Irlanda - Michelle Mary Teresa Rocca
- Isola di Man - Voirrey "Flory" Melanie Wallace
- Isole Cayman - Delia Devon Walter
- Isole Vergini Americane - Palmira Frorup
- Israele - Anat Zimmermann
- Italia - Stefania De Pasquaci
- Jersey - Karen Rosemary Poole
- Lesotho - Lits'ila Alina Lerotholi
- Libano - Celeste El-Assai
- Malaysia - Callie Liew Tan Chee
- Malta - Frances Lucy Duca
- Mauritius - Christiane Carol Mackay
- Messico - Claudia Mercedes Holley
- Norvegia - Maiken Nielsen
- Nuova Zelanda - Vicky Lee Hemi
- Paesi Bassi - Desiree Maria Johanna Nicole Geelen
- Panama - Aurea Horta Torrijos
- Papua Nuova Guinea - Mispah Alwyn
- Paraguay - Celia Noemi Schaerer
- Perù - Silvia Roxana Vega Ramos
- Porto Rico - Michele Torres Cintron
- Regno Unito - Kim Ashfield
- Rep. Dominicana - Patricia Polanco Alvarez
- Samoa - Liliu Tapuai
- Singapore - Adda Pang
- Spagna – Francisca (Paquita) Ondiviela Otero
- Sri Lanka - Bernadine Rosemarie Fernando Ramanayake
- Stati Uniti - Brooke Alexander
- Svezia - Kerstin Monika Jenemark
- Svizzera - Jeannette Linkenheil
- eSwatini - Nomagoisa Cawe
- Thailandia - Unchulee Chaisuwan
- Trinidad e Tobago - Maria Octavia Chung
- Turchia - Fahriye Funda Ayloglu
- Uruguay - Ana Claudia Carriquiry
- Venezuela - Hilda Astrid Abrahamz Navarro
- Zimbabwe - Shirley Richard Nyanyiwa